# Nicotiana petunioides
Nicotiana petunioides är en potatisväxtart som först beskrevs av August Heinrich Rudolf Grisebach, och fick sitt nu gällande namn av Millan. Nicotiana petunioides ingår i släktet tobak, och familjen potatisväxter. Inga underarter finns listade i Catalogue of Life.